# 克洛德·帕皮
克洛德·帕皮（1949年4月16日—1983年4月16日）是一名法國足球中場，被認為是巴斯蒂亞的歷史最佳球員。

## 球員生涯
帕皮出生於科西嘉島韋基奧港，他的整個職業生涯都效力於巴斯蒂亞。帕皮帶領巴斯蒂亞打入1977–78年歐洲足協盃決賽，並在那個賽季射入7球。帕皮在479場比賽中射入134球，仍然是巴斯蒂亞歷史上最佳射手。

## 國際賽生涯
帕皮是1978年世界盃法國國家隊成員。他唯一一次在世界盃上陣是在小組賽以3-1戰勝匈牙利的比賽。

## 逝世
帕皮於1983年1月28日因動脈瘤破裂去世，享年33歲。

## 榮譽
巴斯蒂亞
- 法乙冠軍：1967年–68年
- 法國盃冠軍：1980年–81年
- 法國超級盃：1972年
- 歐洲足協歐霸盃亞軍：1978年

## 外部鏈接
- Claude Papi （页面存档备份，存于）於National-Football-Teams.com
- Claude Papi （页面存档备份，存于）於法國足球總會（法語）